# 5210 Saint-Saëns
5210 Saint-Saëns è un asteroide della fascia principale. Scoperto nel 1989, presenta un'orbita caratterizzata da un semiasse maggiore pari a 2,4405780 au e da un'eccentricità di 0,1487632, inclinata di 2,13952° rispetto all'eclittica.
Dal 14 luglio al 12 settembre 1992, quando 5224 Abbe ricevette la denominazione ufficiale, è stato l'asteroide denominato con il più alto numero ordinale. Prima della sua denominazione, il primato era di 5115 Frimout.
L'asteroide è dedicato al compositore francese Camille Saint-Saëns.